# نارنجی آتشین

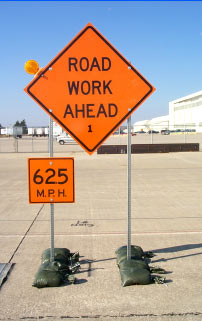
تابلوهای هشدار جاده‌ای با زمینهٔ رنگ نارنجی آتشین

نارنجی آتشین (به انگلیسی: Safety orange) گاهی تحت عناوین دیگری همچون نارنجی ایمنی، نارنجی زنده یا نارنجی کالترانس هم شناخته می‌شود، یک فام است که برای تمایز اجسام نسبت به محیط اطرافشان از آن استفاده می‌شود. از آنجایی که لاجوردی، رنگ مکمل نارنجی است، در تئوری رنگ از نارنجی آتشین به ویژه در تضاد با کنتراست رنگ لاجوردی آسمان استفاده می‌شود. مکان‌هایی همچون کارگاه‌های ساختمانی از نشان‌های مُزَیَّن به رنگ نارنجی آتشین برای هشدار یا اطمینان از ایمنی دیگران استفاده می‌کنند.

## نگارخانه

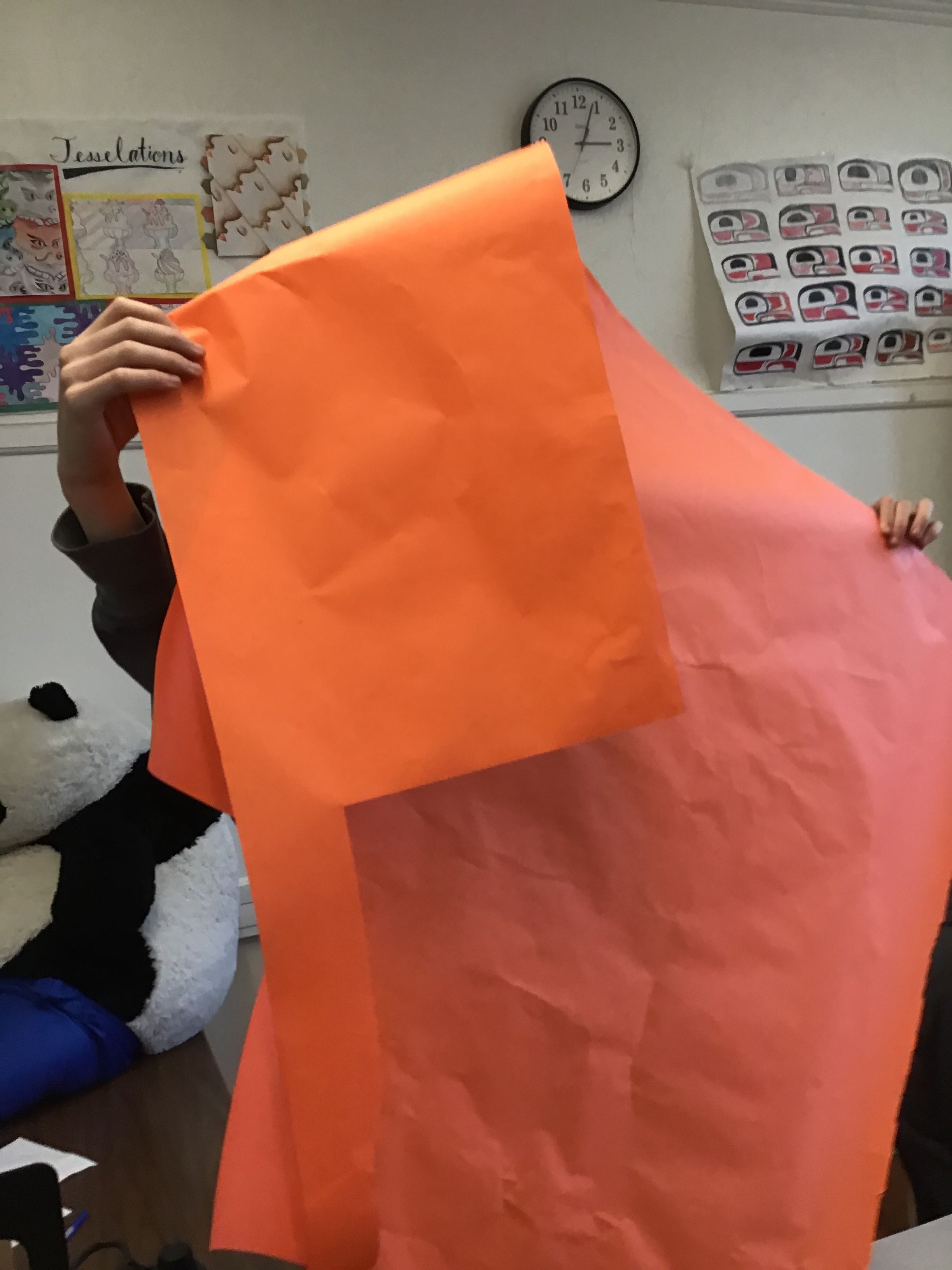